# 9e étape du Tour de France 2004
La 9e étape du Tour de France 2004 s'est déroulée le 13 juillet 2004. Le parcours s'étendait sur 160 kilomètres et reliait Saint-Léonard-de-Noblat à Guéret. C'est la première fois dans l'histoire du Tour que l'épreuve s'arrêtait dans le département de la Creuse, qui était le seul département de France continentale à ne pas avoir reçu la course jusqu'alors.
L'étape a été remportée par l'australien Robbie McEwen.

## Classement de l'étape
| \| Classement de l'étape \| Classement de l'étape \| Classement de l'étape \| Classement de l'étape \| Classement de l'étape \| \| Coureur \| Coureur \| Pays \| Équipe \| Temps \| \| --------------------- \| --------------------- \| --------------------- \| ------------------------------- \| --------------------- \| \| 1er \| Robbie McEwen \| Australie \| Lotto-Domo \| 3 h 32 min 55 s \| \| 2e \| Thor Hushovd \| Norvège \| Crédit Agricole \| + 0 s \| \| 3e \| Stuart O'Grady \| Australie \| Cofidis-Le Crédit par Téléphone \| + 0 s \| \| 4e \| Jérôme Pineau \| France \| Brioches La Boulangère \| + 0 s \| \| 5e \| Erik Zabel \| Allemagne \| T-Mobile \| + 0 s \| \| 6e \| Janek Tombak \| Estonie \| Cofidis-Le Crédit par Téléphone \| + 0 s \| \| 7e \| Tom Boonen \| Belgique \| Quick Step-Davitamon \| + 0 s \| \| 8e \| Danilo Hondo \| Allemagne \| Gerolsteiner \| + 0 s \| \| 9e \| Sergio Marinangeli \| Italie \| Domina Vacanze \| + 0 s \| \| 10e \| Íñigo Landaluze \| Espagne \| Euskaltel-Euskadi \| + 0 s \| |                    |           |                                 |                 |
| |                    |           |                                 |                 |
| |                    |           |                                 |                 |
| Classement de l'étape |                    |           |                                 |                 |
| Coureur | Coureur            | Pays      | Équipe                          | Temps           |
| 1er | Robbie McEwen      | Australie | Lotto-Domo                      | 3 h 32 min 55 s |
| 2e | Thor Hushovd       | Norvège   | Crédit Agricole                 | + 0 s           |
| 3e | Stuart O'Grady     | Australie | Cofidis-Le Crédit par Téléphone | + 0 s           |
| 4e | Jérôme Pineau      | France    | Brioches La Boulangère          | + 0 s           |
| 5e | Erik Zabel         | Allemagne | T-Mobile                        | + 0 s           |
| 6e | Janek Tombak       | Estonie   | Cofidis-Le Crédit par Téléphone | + 0 s           |
| 7e | Tom Boonen         | Belgique  | Quick Step-Davitamon            | + 0 s           |
| 8e | Danilo Hondo       | Allemagne | Gerolsteiner                    | + 0 s           |
| 9e | Sergio Marinangeli | Italie    | Domina Vacanze                  | + 0 s           |
| 10e | Íñigo Landaluze    | Espagne   | Euskaltel-Euskadi               | + 0 s           |

## Classement général
| \| Classement général \| Classement général \| Classement général \| Classement général \| Classement général \| \| Coureur \| Coureur \| Pays \| Équipe \| Temps \| \| ------------------ \| ---------------------- \| ------------------ \| ------------------------------- \| ------------------ \| \| 1er \| Thomas Voeckler \| France \| Brioches La Boulangère \| 36 h 36 min 31 s \| \| 2e \| Stuart O'Grady \| Australie \| Cofidis-Le Crédit par Téléphone \| + 2 min 53 s \| \| 3e \| Sandy Casar \| France \| Fdjeux.com \| + 4 min 06 s \| \| 4e \| Magnus Bäckstedt \| Suède \| Alessio-Bianchi \| + 6 min 27 s \| \| 5e \| Jakob Piil \| Danemark \| CSC \| + 7 min 09 s \| \| 6e \| Lance Armstrong \| États-Unis \| US Postal Service-Berry Floor \| + 9 min 35 s \| \| 7e \| George Hincapie \| États-Unis \| US Postal Service-Berry Floor \| + 9 min 45 s \| \| 8e \| José Azevedo \| Portugal \| US Postal Service-Berry Floor \| + 9 min 57 s \| \| 9e \| José Enrique Gutiérrez \| Espagne \| Phonak Hearing Systems \| + 10 min 02 s \| \| 10e \| Erik Zabel \| Allemagne \| T-Mobile \| + 10 min 06 s \| |                        |            |                                 |                  |
| |                        |            |                                 |                  |
| |                        |            |                                 |                  |
| Classement général |                        |            |                                 |                  |
| Coureur | Coureur                | Pays       | Équipe                          | Temps            |
| 1er | Thomas Voeckler        | France     | Brioches La Boulangère          | 36 h 36 min 31 s |
| 2e | Stuart O'Grady         | Australie  | Cofidis-Le Crédit par Téléphone | + 2 min 53 s     |
| 3e | Sandy Casar            | France     | Fdjeux.com                      | + 4 min 06 s     |
| 4e | Magnus Bäckstedt       | Suède      | Alessio-Bianchi                 | + 6 min 27 s     |
| 5e | Jakob Piil             | Danemark   | CSC                             | + 7 min 09 s     |
| 6e | Lance Armstrong        | États-Unis | US Postal Service-Berry Floor   | + 9 min 35 s     |
| 7e | George Hincapie        | États-Unis | US Postal Service-Berry Floor   | + 9 min 45 s     |
| 8e | José Azevedo           | Portugal   | US Postal Service-Berry Floor   | + 9 min 57 s     |
| 9e | José Enrique Gutiérrez | Espagne    | Phonak Hearing Systems          | + 10 min 02 s    |
| 10e | Erik Zabel             | Allemagne  | T-Mobile                        | + 10 min 06 s    |

## Classements annexes
| Classement par points | Classement par points | Classement par points | Classement par points           | Classement par points |
| Coureur               | Coureur               | Pays                  | Équipe                          | Points                |
| --------------------- | --------------------- | --------------------- | ------------------------------- | --------------------- |
| 1er                   | Robbie McEwen         | Australie             | Lotto-Domo                      | 195 pts               |
| 2e                    | Thor Hushovd          | Norvège               | Crédit Agricole                 | 177 pts               |
| 3e                    | Stuart O'Grady        | Australie             | Cofidis-Le Crédit par Téléphone | 175 pts               |
| 4e                    | Erik Zabel            | Allemagne             | T-Mobile                        | 170 pts               |
| 5e                    | Danilo Hondo          | Allemagne             | Gerolsteiner                    | 157 pts               |

| Classement par points | Classement par points | Classement par points | Classement par points           | Classement par points |
| Coureur               | Coureur               | Pays                  | Équipe                          | Points                |
| --------------------- | --------------------- | --------------------- | ------------------------------- | --------------------- |
| 1er                   | Robbie McEwen         | Australie             | Lotto-Domo                      | 195 pts               |
| 2e                    | Thor Hushovd          | Norvège               | Crédit Agricole                 | 177 pts               |
| 3e                    | Stuart O'Grady        | Australie             | Cofidis-Le Crédit par Téléphone | 175 pts               |
| 4e                    | Erik Zabel            | Allemagne             | T-Mobile                        | 170 pts               |
| 5e                    | Danilo Hondo          | Allemagne             | Gerolsteiner                    | 157 pts               |

| Classement de la montagne | Classement de la montagne | Classement de la montagne | Classement de la montagne       | Classement de la montagne |
| Coureur                   | Coureur                   | Pays                      | Équipe                          | Points                    |
| ------------------------- | ------------------------- | ------------------------- | ------------------------------- | ------------------------- |
| 1er                       | Paolo Bettini             | Italie                    | Quick Step-Davitamon            | 20 pts                    |
| 2e                        | Janek Tombak              | Estonie                   | Cofidis-Le Crédit par Téléphone | 14 pts                    |
| 3e                        | Ronny Scholz              | Allemagne                 | Gerolsteiner                    | 12 pts                    |
| 4e                        | Jens Voigt                | Allemagne                 | CSC                             | 9 pts                     |
| 5e                        | Jakob Piil                | Danemark                  | CSC                             | 9 pts                     |

| Classement de la montagne | Classement de la montagne | Classement de la montagne | Classement de la montagne       | Classement de la montagne |
| Coureur                   | Coureur                   | Pays                      | Équipe                          | Points                    |
| ------------------------- | ------------------------- | ------------------------- | ------------------------------- | ------------------------- |
| 1er                       | Paolo Bettini             | Italie                    | Quick Step-Davitamon            | 20 pts                    |
| 2e                        | Janek Tombak              | Estonie                   | Cofidis-Le Crédit par Téléphone | 14 pts                    |
| 3e                        | Ronny Scholz              | Allemagne                 | Gerolsteiner                    | 12 pts                    |
| 4e                        | Jens Voigt                | Allemagne                 | CSC                             | 9 pts                     |
| 5e                        | Jakob Piil                | Danemark                  | CSC                             | 9 pts                     |

| Classement du meilleur jeune | Classement du meilleur jeune | Classement du meilleur jeune | Classement du meilleur jeune | Classement du meilleur jeune |
| Coureur                      | Coureur                      | Pays                         | Équipe                       | Temps                        |
| ---------------------------- | ---------------------------- | ---------------------------- | ---------------------------- | ---------------------------- |
| 1er                          | Thomas Voeckler              | France                       | Brioches La Boulangère       | 36 h 36 min 31 s             |
| 2e                           | Sandy Casar                  | France                       | Fdjeux.com                   | + 4 min 06 s                 |
| 3e                           | Matthias Kessler             | Allemagne                    | T-Mobile                     | + 10 min 49 s                |
| 4e                           | Tom Boonen                   | Belgique                     | Quick Step-Davitamon         | + 11 min 17 s                |
| 5e                           | Jérôme Pineau                | France                       | Brioches La Boulangère       | + 12 min 14 s                |

| Classement du meilleur jeune | Classement du meilleur jeune | Classement du meilleur jeune | Classement du meilleur jeune | Classement du meilleur jeune |
| Coureur                      | Coureur                      | Pays                         | Équipe                       | Temps                        |
| ---------------------------- | ---------------------------- | ---------------------------- | ---------------------------- | ---------------------------- |
| 1er                          | Thomas Voeckler              | France                       | Brioches La Boulangère       | 36 h 36 min 31 s             |
| 2e                           | Sandy Casar                  | France                       | Fdjeux.com                   | + 4 min 06 s                 |
| 3e                           | Matthias Kessler             | Allemagne                    | T-Mobile                     | + 10 min 49 s                |
| 4e                           | Tom Boonen                   | Belgique                     | Quick Step-Davitamon         | + 11 min 17 s                |
| 5e                           | Jérôme Pineau                | France                       | Brioches La Boulangère       | + 12 min 14 s                |

| Classement par équipes | Classement par équipes        | Classement par équipes | Classement par équipes |
| Équipe                 | Équipe                        | Pays                   | Temps                  |
| ---------------------- | ----------------------------- | ---------------------- | ---------------------- |
| 1re                    | CSC                           | Danemark               | 107 h 43 min 57 s      |
| 2e                     | Alessio-Bianchi               | Italie                 | + 2 min 04 s           |
| 3e                     | Brioches La Boulangère        | France                 | + 3 min 16 s           |
| 4e                     | Fdjeux.com                    | France                 | + 6 min 12 s           |
| 5e                     | US Postal Service-Berry Floor | États-Unis             | + 10 min 41 s          |

| Classement par équipes | Classement par équipes        | Classement par équipes | Classement par équipes |
| Équipe                 | Équipe                        | Pays                   | Temps                  |
| ---------------------- | ----------------------------- | ---------------------- | ---------------------- |
| 1re                    | CSC                           | Danemark               | 107 h 43 min 57 s      |
| 2e                     | Alessio-Bianchi               | Italie                 | + 2 min 04 s           |
| 3e                     | Brioches La Boulangère        | France                 | + 3 min 16 s           |
| 4e                     | Fdjeux.com                    | France                 | + 6 min 12 s           |
| 5e                     | US Postal Service-Berry Floor | États-Unis             | + 10 min 41 s          |